# Carlia inconnexa
Espèce
Synonymes
- Carlia pectoralis inconnexa Ingram & Cavacevich, 1989

Carlia inconnexa est une espèce de sauriens de la famille des Scincidae.

## Répartition
Cette espèce est endémique des îles Cumberland au Queensland en Australie. Elle se rencontre sur les îles Whitsunday, Hook, Hayman et Lindeman.

## Publication originale
- Ingram & Cavacevich, 1989 : Revision of the genus Carlia (Reptilia, Scincidae) in Australia with comments on Carlia bicarinata of New Guinea. Memoirs of the Queensland Museum, vol. 27, no 2, p. 443-490 (texte intégral).